# Anna Szatkowska
 (mars 2015).
Si vous disposez d'ouvrages ou d'articles de référence ou si vous connaissez des sites web de qualité traitant du thème abordé ici, merci de compléter l'article en donnant les références utiles à sa vérifiabilité et en les liant à la section « Notes et références ».
Anna Szatkowska, plus tard Anna Rosset-Bugnon, est une écrivaine helvético-polonaise née le 15 mars 1928 à Górki Wielkie et décédée le 27 février 2015  en Suisse.
En 1944, à l’âge de seize ans, elle adhéra au mouvement de résistance Armia Krajowa, qui avait pour but la libération de Varsovie de l’occupation allemande. Anna servait comme secouriste. Soixante ans plus tard, elle décida relater son expérience dans un livre intitulé La maison brûlée : une volontaire de seize ans dans Varsovie insurgée (2005).

## Biographie
Anna Szatkowska est la fille de Zofia Kossak-Szczucka-Szatkowska, bien connue en Pologne comme femme écrivain catholique et comme membre de la résistance. Née à Górki, à la frontière méridionale de la Pologne, Anna, enfant, vivait dans un manoir avec son frère, ses parents et grands-parents dans une relative prospérité. Cette situation changea d’une manière dramatique au moment où la guerre éclata le 1er septembre 1939. La famille dut quitter Górki pour trouver un endroit sûr.
Pendant quelques années, Anna continua ses études dans un internat pour jeunes filles. En été 1944, elle adhéra à l’Armée Polonaise clandestine, comme membre de la patrouille Ewa-Maria, composée de sept jeunes filles secouristes. L’insurrection de Varsovie commença le 1er août 1944, et dura 63 jours avant d’être écrasée par les Allemands – pendant que l’Armée rouge attendait de l’autre côté de la Vistule…
En octobre 1944, Anna commença à noter de mémoire ses expériences, aidée par Ewa Orlikowska, ancienne cheffe de sa patrouille. Soixante ans plus tard, ces notes lui servirent de base pour son livre de souvenirs.
Après la fin de la guerre, le régime communiste commença à s’installer en Pologne sous la tutelle soviétique. En juin 1945, Zofia Kossak, la mère d’Anna, fut convoquée au cabinet du nouveau ministre de l’Intérieur polonais, un Juif. Elle s’attendait au pire, mais il lui conseilla très clairement de quitter le pays dès que possible. C’était pour la protéger, car il connaissait le sort réservé aux opposants. Cependant, il avait appris par son frère, Adolf Berman, tout ce que Zofia avait fait, seule et par Żegota, pour sauver des milliers de juifs ; en retour, il sauvait la vie de Zofia et d’Anna.
Anna commença ses études universitaires à Cork en Irlande, elle les termina en Suisse, à Fribourg. Elle se destina à l’enseignement qu’elle a exercé jusqu’à sa retraite. En 1951, elle se maria avec Jean-Marie Rosset, un Suisse, avec qui elle eut quatre enfants, dont François Rosset, né en 1958. Mais son mari mourut en 1960, dans un accident de la circulation. En 1971, elle épousa Jean Bugnon avec qui elle habita à Cugy, un village du canton de Fribourg.
Pendant de longues années, Anna ne dit mot de ses expériences de guerre à Varsovie mais les questions insistantes de ses petits-enfants l’ont finalement convaincue d’écrire ses mémoires en français. Elle sort donc en 2005 l'ouvrage La maison brûlée : une volontaire de seize ans dans Varsovie insurgée, qui fut traduit l'année suivante en polonais (Był dom).

## Publications
- La maison brûlée : une volontaire de seize ans dans Varsovie insurgée, Lausanne, Les éditions Noir sur Blanc, 2005, 325 p. (ISBN 978-2-88250-202-5, BNF 41196692)
- (pl) Był dom, Cracovie, Wydawnictwo Literackie, 2006, 365 p.